# Athletic Club 1981-1982
Questa voce raccoglie le informazioni riguardanti l'Athletic Club nelle competizioni ufficiali della stagione 1981-1982.

## Stagione
Come da politica societaria la squadra è composta interamente da giocatori nati in una delle sette province di Euskal Herria o cresciuti calcisticamente nel vivaio di società basche.
In Primera División la squadra giunge quarta, qualificandosi così per la Coppa UEFA 1982-1983.
In Coppa del Re dopo aver eliminato il Sestao Sport al primo turno (sconfitta 1-0 e vittoria 2-0), l'Aurrerá Vitoria al secondo turno (doppia vittoria 0-2 e 1-0), il Barcellona Atlètic al terzo (2-0 e 0-1), il Betis al quarto (sconfitta 2-1 e vittoria 2-0), il Las Palmas negli ottavi (1-1 e 4-1), nei quarti l'Athletic viene eliminato dalla Real Sociedad (vittoria 1-0 e sconfitta 3-2).

## Rosa
| N. |                   | Ruolo | Calciatore             |
| -- | ----------------- | ----- | ---------------------- |
|    | Spagna (bandiera) | P     | Andoni Zubizarreta     |
|    | Spagna (bandiera) | P     | Andoni Cedrún          |
|    | Spagna (bandiera) | P     | Carlos Meléndez        |
|    | Spagna (bandiera) | D     | Andoni Goikoetxea      |
|    | Spagna (bandiera) | D     | Íñigo Liceranzu        |
|    | Spagna (bandiera) | D     | José María Núñez       |
|    | Spagna (bandiera) | D     | Carlos González Purroy |
|    | Spagna (bandiera) | D     | Santiago Urquiaga      |
|    | Spagna (bandiera) | D     | Luis de la Fuente      |
|    | Spagna (bandiera) | D     | Agustín Gisasola       |
|    | Spagna (bandiera) | D     | Patxi Bolaños          |
|    | Spagna (bandiera) | C     | Fernando Arteaga       |

| N. |                   | Ruolo | Calciatore         |
| -- | ----------------- | ----- | ------------------ |
|    | Spagna (bandiera) | C     | Miguel de Andrés   |
|    | Spagna (bandiera) | C     | Carlos Merayo      |
|    | Spagna (bandiera) | C     | José Ramón Gallego |
|    | Spagna (bandiera) | C     | Miguel Ángel Sola  |
|    | Spagna (bandiera) | C     | Fernando Tirapu    |
|    | Spagna (bandiera) | A     | Estanislao Argote  |
|    | Spagna (bandiera) | A     | Dani               |
|    | Spagna (bandiera) | A     | Manuel Sarabia     |
|    | Spagna (bandiera) | A     | Endika Guarrotxena |
|    | Spagna (bandiera) | A     | Santiago Merino    |
|    | Spagna (bandiera) | A     | Txetxu Rojo        |
|    | Spagna (bandiera) | A     | José María Noriega |

## Statistiche

### Statistiche dei giocatori
| Giocatore       | Primera División | Primera División | Primera División | Primera División | Coppa del Re | Coppa del Re | Coppa del Re | Coppa del Re | Totale   | Totale | Totale      | Totale     |
| Giocatore       | Presenze         | Reti             | Ammonizioni      | Espulsioni       | Presenze     | Reti         | Ammonizioni  | Espulsioni   | Presenze | Reti   | Ammonizioni | Espulsioni |
| --------------- | ---------------- | ---------------- | ---------------- | ---------------- | ------------ | ------------ | ------------ | ------------ | -------- | ------ | ----------- | ---------- |
| E. Argote       | 34               | 10               | 2                | 0                | 10           | 1            | 0            | 0            | 44       | 11     | 2           | 0          |
| P. Arteaga      | 0                | 0                | 0                | 0                | 3            | 0            | 0            | 0            | 3        | 0      | 0           | 0          |
| P. Bolaños      | 15               | 0                | 4                | 0                | 5            | 0            | 1            | 0            | 20       | 0      | 5           | 0          |
| A. Cedrún       | 0                | -0               | 0                | 0                | 1            | -0           | 1            | 0            | 1        | -0     | 1           | 0          |
| Dani            | 29               | 11               | 1                | 0                | 9            | 8            | 1            | 0            | 38       | 19     | 2           | 0          |
| M. De Andrés    | 29               | 2                | 4                | 0                | 8            | 0            | 1            | 0            | 37       | 2      | 5           | 0          |
| L. De la Fuente | 14               | 0                | 0                | 0                | 4            | 1            | 0            | 0            | 18       | 1      | 0           | 0          |
| Endika          | 7                | 1                | 0                | 0                | 3            | 0            | 0            | 0            | 10       | 1      | 0           | 0          |
| J.R. Gallego    | 24               | 2                | 0                | 0                | 7            | 0            | 0            | 0            | 31       | 2      | 0           | 0          |
| A. Gisasola     | 5                | 0                | 0                | 0                | 1            | 0            | 0            | 0            | 6        | 0      | 0           | 0          |
| A. Goikoetxea   | 31               | 6                | 4                | 1                | 7            | 0            | 0            | 0            | 38       | 6      | 4           | 1          |
| Í. Liceranzu    | 21               | 3                | 1                | 0                | 11           | 0            | 1            | 0            | 32       | 3      | 2           | 0          |
| C. Meléndez     | 0                | -0               | 0                | 0                | 0            | -0           | 0            | 0            | 0        | -0     | 0           | 0          |
| C. Merayo       | 3                | 0                | 0                | 0                | 3            | 1            | 0            | 0            | 6        | 1      | 0           | 0          |
| S. Merino       | 0                | 0                | 0                | 0                | 3            | 1            | 0            | 0            | 3        | 1      | 0           | 0          |
| J.M. Noriega    | 28               | 7                | 0                | 0                | 11           | 3            | 0            | 0            | 39       | 10     | 0           | 0          |
| J.M. Núñez      | 24               | 1                | 1                | 0                | 5            | 0            | 0            | 0            | 29       | 1      | 1           | 0          |
| C.G. Purroy     | 6                | 0                | 1                | 0                | 4            | 0            | 0            | 0            | 10       | 0      | 1           | 0          |
| T. Rojo (I)     | 27               | 4                | 3                | 0                | 4            | 0            | 0            | 0            | 31       | 4      | 3           | 0          |
| M. Sarabia      | 31               | 13               | 4                | 0                | 12           | 3            | 1            | 0            | 43       | 16     | 5           | 0          |
| M.A. Sola       | 22               | 0                | 2                | 0                | 9            | 1            | 1            | 0            | 31       | 1      | 3           | 0          |
| F. Tirapu       | 26               | 1                | 0                | 0                | 11           | 0            | 0            | 0            | 37       | 1      | 0           | 0          |
| S. Urquiaga     | 26               | 1                | 1                | 0                | 10           | 0            | 1            | 0            | 36       | 1      | 2           | 0          |
| A. Zubizarreta  | 34               | -41              | 0                | 0                | 11           | -8           | 0            | 0            | 45       | -49    | 0           | 0          |